# Алиса (виртуелни асистент)
Алиса је руски виртуелни паметни асистент за Андроид, iOS и Microsoft Windows оперативне системе који је развила компанија Јандекс и први пут је представљена 10. октобра 2017. године. Алиса симулира живи дијалог и даје одговоре на питања. Бета верзија Алисе представљена је у мају 2017. године и њен глас, али и глас стабилне верзије, базиран је на гласу руске глумице Татјане Шитове.
Основна функција Алисе је решавање свакодневних задатата: проналажење информација на интернету, проналажење места, временска прогноза, одржавање дијалога на апстрактну тему и сл.
Креатори кажу да је способност да се одржи дијалог на слободне теме, не ограничавајући се на скуп унапред дефинисаних сценарија, реализован уз помоћ технологије машинског учења, укључујући и неуронске мреже.